# 赛克孜塔什战役
赛克孜塔什战役是1933年爆发的一场小规模战斗。马占仓领导的回族部队在赛克孜塔什村击败维吾尔族和柯尔克孜族士兵。